# Elizabeth Stride
Elizabeth Stride, nata Gustafsdotter (Stora Tumlehead, 27 novembre 1843 – Londra, 30 settembre 1888), è stata una prostituta svedese, ritenuta la terza vittima canonica del serial killer Jack lo squartatore.

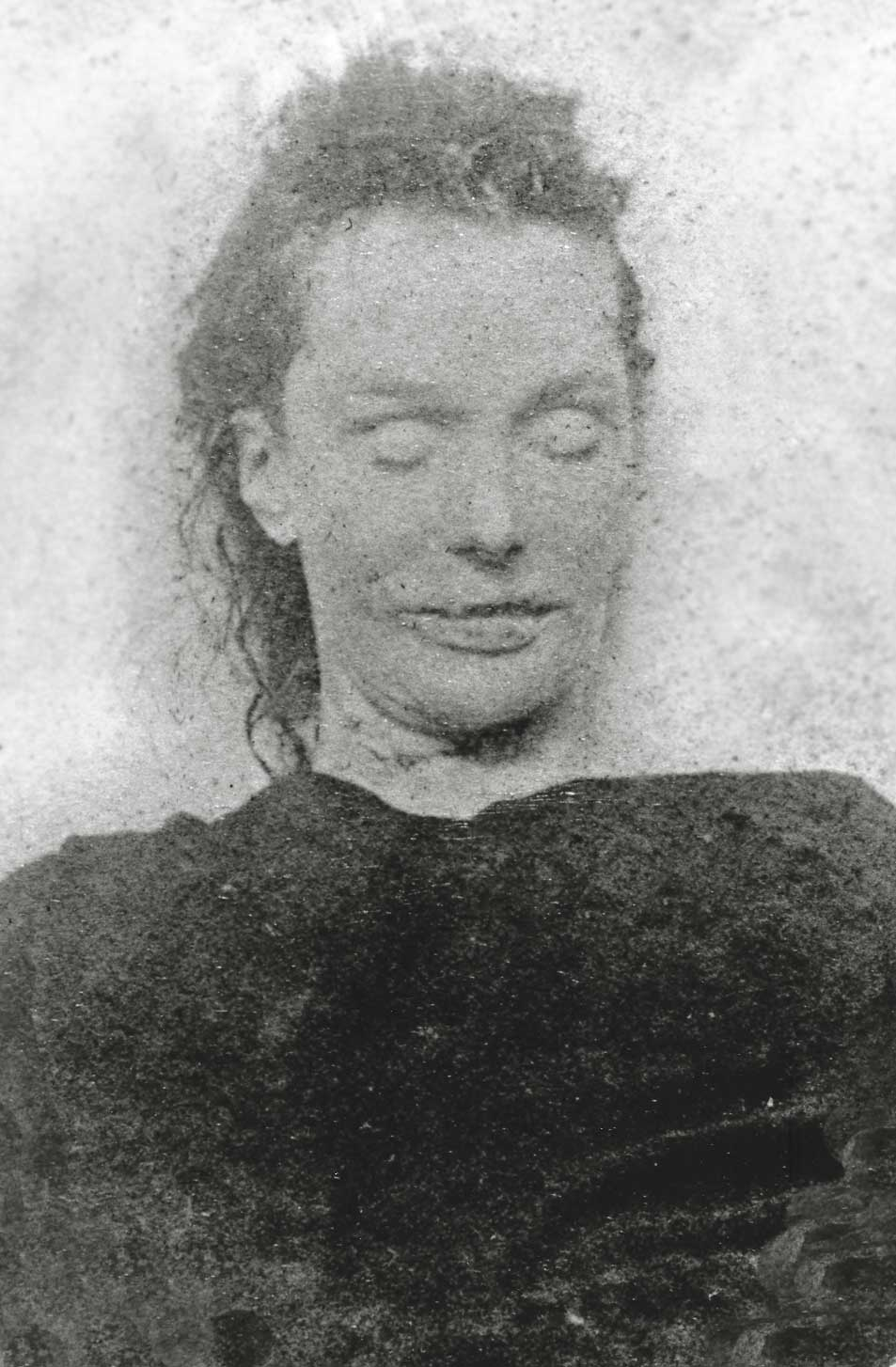
Fotografia mortuaria di Elizabeth Stride

Si guadagnava da vivere facendo la donna delle pulizie e, occasionalmente, la prostituta nel quartiere di Whitechapel, a Londra. All'epoca della sua morte aveva 44 anni e viveva presso un affittacamere al n°32 di Flower and Dean Street. Contrariamente alle altre vittime di Jack lo squartatore, la Stride non fu mutilata, forse a causa dell'arrivo dell'uomo che vide per primo il cadavere. Meno di un'ora dopo, un'altra prostituta venne uccisa: Catherine Eddowes, anch'ella ritenuta vittima di Jack lo squartatore.

## Biografia

### Il suo passato

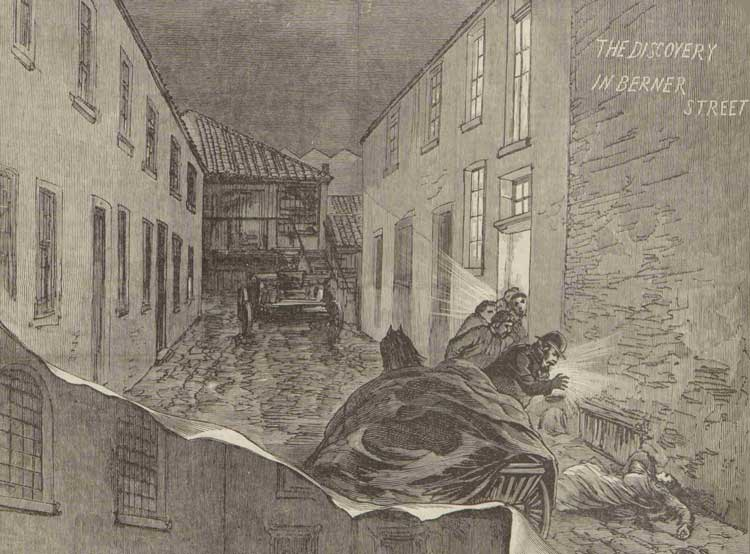
Edizione del Penny Illustrated Paper del 6 ottobre 1888, con un disegno della scoperta del corpo della Stride

Elisabet Gustafsdotter nacque nel 1843 nel piccolo villaggio di Stora Tumlehead, all'interno dell'area urbana di Torslanda, nei pressi di Göteborg. Nel 1860 si trasferì nell'area urbana di Carl Johan, dove lavorava come domestica. Tuttavia, circa cinque anni dopo risultava risiedere al centro di Göteborg, dove era registrata presso la polizia come prostituta di professione. In quello stesso anno a quanto pare partorì un bambino nato morto, inoltre sua madre venne a mancare, lasciandole un'eredità, anche se non particolarmente cospicua. Nel 1866 si trasferì a Londra, lavorando nuovamente come domestica, e nel 1869 si sposò con John Thomas Stride. Nel 1881 la coppia si separò, forse anche a causa del vizio di bere che lei aveva sviluppato; tre anni dopo il marito morì.
Dopo la separazione, la Stride si trasferì a vivere in una pensione al n°32 di Flower and Dean Street e nello stesso periodo probabilmente ricominciò a prostituirsi. Nel 1884 fu condannata per ubriachezza, adescamento e turbamento dell'ordine pubblico. Nel 1885 conobbe un manovale di nome Michael Kidney e con lui andò a convivere al n°33 di Dorset Street. La loro relazione era turbolenta e periodicamente i due si separavano per poi tornare a convivere, infatti il 27 settembre 1888, tre giorni prima del suo omicidio, la Stride era tornata a stare alla pensione di Flower and Dean Street. In quel periodo continuava il suo lavoro di domestica presso varie case e saltuariamente puliva anche le camere della pensione, ma evidentemente non aveva smesso di prostituirsi. Negli ultimi due anni di vita venne processata almeno otto volte per ubriachezza, linguaggio osceno e turbamento dell'ordine pubblico.

### L'omicidio

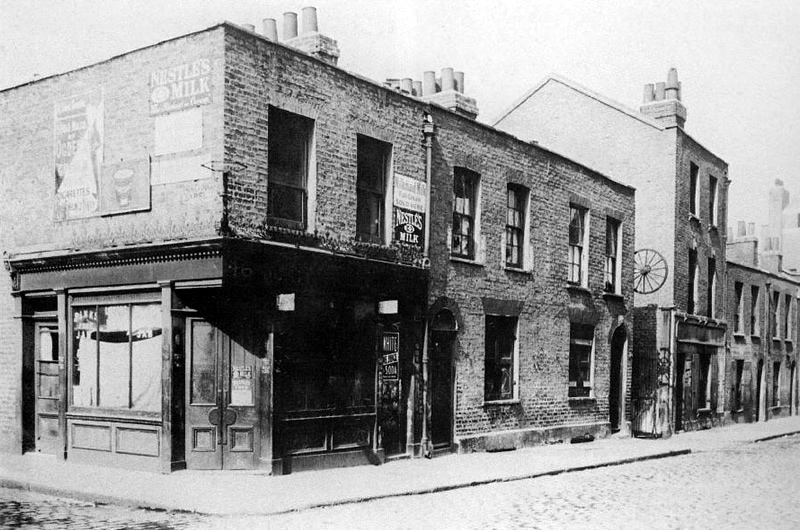
Berner Street in un'immagine del 1909. Il corpo di Elizabeth Stride fu scoperto presso l'entrata di Dutfield's Yard (visibile al di sotto della ruota attaccata al muro). Il Berner Street Club era l'edificio a tre piani.

Verso l'una di notte del 30 settembre il commerciante Louis Diemschutz stava percorrendo Berner Street con il suo calesse trainato da un pony, diretto all'International Workingmen's Educational Association, comunemente detta Berner Street Club, al n°40 di quella via. Nel buio, nei pressi dell'entrata del club, vide quello che gli parve un mucchio di fango. Lo toccò con la frusta ma si accorse che non era fango. Accese un fiammifero e vide una donna, Elizabeth Stride, che giaceva per terra vicino all'entrata del club, nei pressi di un vicolo buio che conduceva verso un piccolo cortile chiamato Dutfield's Yard. Impaurito, Diemschutz si precipitò nel club a chiamare qualcuno. Ne uscirono un gruppo di persone, alcune delle quali andarono a guardare il corpo, che aveva un profondo taglio alla gola da cui usciva ancora sangue, mentre altre corsero a cercare agenti di polizia. Alle 1:16 arrivò un medico, che stimò che la morte della donna dovesse essere avvenuta circa 20-30 minuti prima, quindi tra le 00:45 e l'1:00. Il corpo non era stato mutilato: forse l'assassino era stato disturbato dall'arrivo di Diemschutz ed era scappato. Vennero interrogati i presenti e perquisiti gli appartamenti nei pressi, ma verso le 5:00 arrivò notizia di un'altra emergenza, poiché un'ulteriore donna, Catherine Eddowes, era stata uccisa poco lontano.

### La ricostruzione della polizia

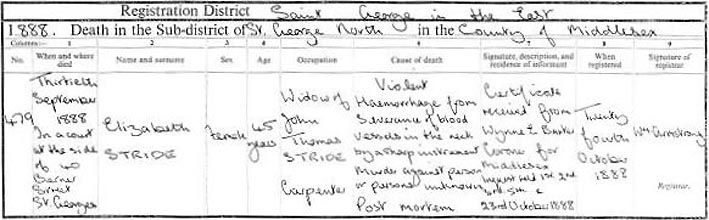
Certificato di morte di Elizabeth Stride

Si cercò di ricostruire le ultime ore di vita di Elizabeth Stride. Verso le 19:00 del 29 settembre, una sera di forte pioggia, la Stride uscì dalla propria pensione. Tra le 19:00 e le 23:00 probabilmente consumò un magro pasto, di cui furono in seguito trovati i resti nello stomaco. Verso le 23:45 era probabilmente in compagnia di un uomo in Berner Street e verso le 00:30 venne nuovamente vista in quella via con un uomo da un poliziotto, che si dichiarò certo che fosse la Stride, avendo notato una rosa sul vestito che la Stride effettivamente aveva. Verso le 00:45, poi, una persona di nome Israel Schwartz passò da Berner Street, e lì vide un uomo strattonare una donna facendola cadere (forse l'assassino con la Stride), mentre dall'altra parte della strada era presente un altro uomo intento ad accendersi una pipa. Il primo uomo esclamò "Lipski!", un'esclamazione normalmente utilizzata come insulto verso gli ebrei, rivolto probabilmente all'uomo con la pipa. Schwartz si allontanò e si mise poi a scappare quando ebbe la sensazione che l'uomo con la pipa lo stesse seguendo (mentre invece si stava probabilmente soltanto allontanando a sua volta lungo la medesima strada). In seguito, condotto all'obitorio, Schwartz confermò che la donna che aveva visto era la Stride.
Elizabeth Stride oggi riposa nell'East London Crematorium and Cemetery, vicino il quartiere londinese di Plaistow.